# Munajärvi (sjö i Kaavi, Norra Savolax)
Munajärvi är en sjö i kommunerna Kaavi och Outokumpu i landskapen Norra Savolax och Norra Karelen i Finland. Sjön ligger 126,4 meter över havet. Den är 11,87 meter djup. Arean är 80 hektar och strandlinjen är 6,34 kilometer lång. Sjön  ingår i Vuoksens huvudavrinningsområde.   Den ligger omkring 62 kilometer öster om Kuopio, omkring 48 kilometer väster om Joensuu och omkring 360 kilometer nordöst om Helsingfors. 
I sjön finns öarna Sepänsaari och Lintusaari. 